# Список умерших в 1990 году
В этой статье представлен список известных людей, умерших в 1990 году.
См. также: Категория:Умершие в 1990 году

## Январь
- 1 января — Тихон Глухенький (93) — советский дерматовенеролог, доктор медицинских наук, профессор.
- 2 января — Леонхард Мерзин (55) — эстонский актёр театра и кино, театральный режиссёр.
- 3 января — Борис Порфирьев (70) — писатель.
- 3 января — Михаил Саломатин (69) — участник Великой Отечественной войны, Герой Советского Союза.
- 3 января — Тамара Трушина (66) — советская артистка театра и кино, заслуженная артистка Белорусской ССР.
- 4 января — Григорий Несмашный (75) — полковник Советской Армии, участник Великой Отечественной войны, Герой Советского Союза.
- 4 января — Борис Никольский (89) — советский физикохимик и радиохимик, академик АН СССР.
- 5 января — Мария Водопьянова (60—61) — советский физиолог, доктор медицинских наук, профессор.
- 5 января — Григорий Михненко (79) — Герой Социалистического Труда.
- 5 января — Генрих Сидоренков (58) — советский хоккеист. Заслуженный мастер спорта СССР.
- 5 января — Эммануил Чекалюк (80) — советский физик, инженер, доктор технических наук, заслуженный деятель науки и техники Украинской ССР.
- 6 января — Павел Черенков (85) — советский физик, лауреат Нобелевской премии по физике (совместно с Игорем Таммом и Ильёй Франком) (1958).
- 8 января — Валентин Борисенко (60) — профессор, ректор Львовского института декоративно-прикладного искусства и Киевского художественного института.
- 8 января — Михаил Слободин (59) — омский художник.
- 8 января — Николай Титов (82) — Герой Советского Союза.
- 8 января — Николай Шатаев (75) — Герой Советского Союза.
- 9 января — Михаил Иовчук (81) — советский философ и партийный деятель.
- 9 января — Шломо Пинес (81) — израильский исследователь еврейской и исламской философии. Получил известность за английский перевод Путеводителя колеблющихся Маймонида.
- 10 января — Николай Матвиенко (75) — подполковник Советской Армии, участник советско-финской и Великой Отечественной войны, Герой Советского Союза.
- 11 января — Георгий Островерхов (85) — советский учёный в области клинической анатомии и экспериментальной хирургии, член-корреспондент АМН СССР.
- 12 января — Ихсан Абд аль-Куддус (71) — египетский писатель, журналист и редактор.
- 12 января — Борис Спасский (79) — советский историк физики, доктор физико-математических наук, профессор Московского университета.
- 13 января — Игорь Панич (70) — советский и украинский художник-живописец, член Союза художников СССР. Заслуженный художник Украины.
- 14 января — Иван Гнездилов (67) — полковник Советской Армии, участник Великой Отечественной войны и Корейской войны, Герой Советского Союза.
- 14 января — Владимир Панасюк (65) — советский литературовед, востоковед и переводчик с китайского языка.
- 15 января — Нахум Хет — израильский политический и спортивный деятель.
- 16 января — Сергей Савин (65) — советский хозяйственный, государственный и политический деятель, Герой Социалистического Труда.
- 17 января — Янь Янчу (99—100) — китайский педагог.
- 18 января — Виктор Векштейн (50) — советский композитор, музыкант, основатель и руководитель ВИА Поющие сердца.
- 18 января — Иван Крамчанинов (67) — Герой Советского Союза.
- 19 января — Геннадий Гранаткин (76) — украинский советский архитектор, член Союза архитекторов СССР с 1938 года.
- 19 января — Александр Печерский (80) — офицер Красной армии, руководитель единственного успешного восстания в концлагере в годы Второй мировой войны.
- 19 января — Ошо (Бхагван Шри Раджниш) (58) — индийский религиозный деятель.
- 19 января — Афзал Шамов (88) — один из зачинателей татарской советской литературы.
- 20 января — Хайеде (47) — иранская певица.
- 21 января — Шалва Гедеванишвили (92) — грузинский советский актёр.
- 21 января — Иван Давиденко — Полные кавалеры ордена Славы.
- 21 января — Николай Зуев (79) — Герой Советского Союза.
- 21 января — Вениамин Пермяков — Герой Советского Союза.
- 22 января — Юрий Ерохин (55) — советский учёный, военный инженер, генерал-лейтенант, доктор технических наук, профессор.
- 23 января — Шамиль Джафаров (60) — советский азербайджанский инженер-нефтяник.
- 25 января — Ава Гарднер (67) — американская актриса, одна из ярчайших звезд Голливуда 1940-х и 1950-х годов.
- 25 января — Джайтамир Андрухаев (72) — советский адыгский журналист.
- 26 января — Давид Абашидзе (65) — советский грузинский актёр и режиссёр.
- 27 января — Генри Винтерфельд — немецко-американский детский писатель и иллюстратор.
- 27 января — Геннадий Фролов (28) — советский и российский актёр.
- 29 января — Юрий Аверин (67) — актёр, народный артист РСФСР (1970).
- 30 января — Зайнетдин Ахметзянов (92) — участник Великой Отечественной войны. Герой Советского Союза.
- 30 января — Роберт Клейн (76) — участник Великой Отечественной войны. Герой Советского Союза.
- 30 января — Григорий Кузьменко (71) — советский военный. Участник Великой Отечественной войны. Герой Советского Союза.
- 30 января — Григорий Смирнов (76) — участник Великой Отечественной войны. Герой Советского Союза.
- 31 января — Ицхак Клингхоффер (84) — израильский политик, депутат кнессета 5-го, 6-го и 7-го созывов.
- 31 января — Георгий Фирсов (87) — советский библиотековед, библиофил, преподаватель и филателист, профессор.

## Февраль
- 1 февраля — Александр Горбачев (67) — советский мультипликатор-кукольник.
- 1 февраля — Иван Непочелович (68) — Герой Советского Союза.
- 1 февраля — Асан Тайманов (72) — советский казахстанский математик, доктор физико-математических наук. Специалист в области топологии, математической логики и теории моделей.
- 1 февраля — Леонид Чередниченко (68) — Герой Советского Союза.
- 2 февраля — Пауль Аристэ (84) — эстонский лингвист и этнограф.
- 2 февраля — Олимпиада Добровольская (94) — украинская актриса.
- 2 февраля — Михаил Кузнецов (66) — Герой Советского Союза.
- 3 февраля — Абрам Кроль (76) — советский живописец. Член Союза художников СССР.
- 4 февраля — Берта Карлик (86) — австрийский физик, первая женщина — профессор Венского университета.
- 4 февраля — Сергий (Петров, Сергей Васильевич) (65) — епископ Русской Церкви.
- 5 февраля — Самбу Булутов (76) — Полный кавалер Ордена Славы.
- 5 февраля — Зиновий Концевой (86) — участник Великой Отечественной войны, Герой Советского Союза.
- 6 февраля — Гвюдмюндюр Даниэльссон (79) — исландский писатель, поэт и педагог.
- 7 февраля — Николай Турчин (68) — Герой Советского Союза.
- 8 февраля — Николай Шатаев (75) — лётчик-бомбардировщик Великой Отечественной войны, Герой Советского Союза.
- 9 февраля — Хамитьян Зарипов (79) — председатель колхоза «Кызыл алям» БАССР, участник Великой Отечественной войны, Герой Социалистического Труда.
- 9 февраля — Берды Тачмурадов (52) — советский и туркменский учёный-геолог.
- 10 февраля — Иван Конов (65) — советский футболист.
- 11 февраля — Владимир Беляев (80) — русский и украинский советский писатель и публицист.
- 12 февраля — Павел Ермилов (67) — участник Великой Отечественной войны, Герой Советского Союза.
- 12 февраля — Николай Еругин (82) — советский математик, Герой Социалистического Труда.
- 12 февраля — Сергей Леоницкий (80) — рядовой Советской Армии, участник Великой Отечественной войны, Герой Советского Союза.
- 14 февраля — Дмитрий Бизяев (70) — участник Великой Отечественной войны, Герой Советского Союза.
- 14 февраля — Алексей Пермяков (65) — участник Великой Отечественной войны, Герой Советского Союза.
- 14 февраля — Константин Сибирский (62) — молдавский советский математик.
- 14 февраля — Тони Холидэй (38) — немецкий поэт-песенник и исполнитель шлягеров.
- 15 февраля — Евгений Балашов (69) — Герой Советского Союза.
- 16 февраля — Дмитрий Попов (71) — Герой Советского Союза.
- 16 февраля — Леонтий Усенко (72) — Герой Советского Союза.
- 16 февраля — Владимир Щербицкий (71) — советский партийный и государственный деятель, в 1972—1989 1-й секретарь ЦК КП Украины.
- 19 февраля — Александр Голубев (81) — Полный кавалер Ордена Славы.
- 19 февраля — Абрам Петросян (76) — советский актёр[1].
- 19 февраля — Григорий Устименко — советский партийный деятель.
- 19 февраля — Михаил Яхогоев (70) — Герой Советского Союза.
- 20 февраля — Евстафий Анисимов (67) — Герой Советского Союза.
- 20 февраля — Вердина Шлёнски (85) — израильский композитор, пианистка, музыкальный педагог; первая женщина-композитор Израиля.
- 23 февраля — Хосе Наполеон Дуарте (64) — президент Сальвадора (1984—1989).
- 23 февраля — Юрий Рабинович (58) — российский деятель кинематографа, звукорежиссёр.
- 23 февраля — Давид Самойлов (69) — советский поэт.
- 24 февраля — Алексей Коростелёв (68) — Герой Советского Союза.
- 24 февраля — Алессандро Пертини (93) — итальянский политик-социалист, президент Италии в 1978—1985.
- 25 февраля — Александр Кузин (75) — Герой Советского Союза.
- 25 февраля — Дмитрий Мальков (85) — Герой Советского Союза.
- 25 февраля — Александр Филиппов (72) — Герой Советского Союза.
- 26 февраля — Семён Гордеев (87) — русский поэт Украины, переводчик и журналист.
- 26 февраля — Георгий Сидоров (71) — Герой Советского Союза.
- 27 февраля — Виктор Бельтюков (65) — советский военачальник.
- 27 февраля — Нахум Глатцер (86) — немецкий и американский еврейский философ, историк иудаизма.
- 27 февраля — Альберто Джустолизи (61) — итальянский шахматист.
- 27 февраля — Павел Калачев (81) — советский работник сельского хозяйства, рационализатор, Герой Социалистического Труда.
- 28 февраля — Джек Конрой (90) — американский писатель.
- 28 февраля — Эмма Цесарская (80) — советская актриса, Заслуженная артистка РСФСР.
- 28 февраля — Корнель Филипович — польский писатель, поэт и сценарист.

Без точной даты
- Джейн Новак (94) — американская киноактриса. Согласно разным источникам, скончалась 1, 3 или 6 февраля.

## Март
- 1 марта — Макс Булла (84) — австрийский шоссейный велогонщик.
- 1 марта — Григорий Ерёмкин (78) — российский советский фаготист.
- 2 марта — Иван Волгин (67) — полковник Советской Армии, участник Великой Отечественной войны, Герой Советского Союза.
- 2 марта — Аскар Закарин (81) — советский, казахстанский математик, ректор Казахского государственного университета им. С. М. Кирова, политический деятель.
- 2 марта — Николай Казаков (77—78) — подполковник, Герой Советского Союза.
- 2 марта — Болот Мамбетов (82) — советский партийный и государственный деятель Киргизской ССР, председатель Совета Министров Киргизской ССР.
- 2 марта — Реджинальд Сондерс (69) — австралийский военный деятель, первый офицер Армии Австралии из коренных австралийцев.
- 3 марта — Антип Николаев (66) — писатель, журналист. Участник Великой Отечественной войны.
- 4 марта — Константин Коккинаки (79) — Герой Советского Союза.
- 4 марта — Борис Макшанцев (66) — чувашский, советский педагог, организатор образования. Последователь А. С. Макаренко. Народный учитель СССР.
- 4 марта — Василий Маргелов (81) — советский военачальник, командующий воздушно-десантными войсками в 1954—1959 и 1961—1979 годах, Герой Советского Союза.
- 4 марта — Илья Шифман (59) — советский антиковед и востоковед.
- 7 марта — Мордехай Горелик (90) — американский художник-постановщик, продюсер, режиссёр.
- 7 марта — Джей Лавстон (92) — деятель американского коммунистического и рабочего движения.
- 7 марта — Пётр Хохлов (80) — Герой Советского Союза.
- 8 марта — Джек Линдсей (89) — писатель, поэт, литературовед, искусствовед.
- 8 марта — Иван Попов (75) — Герой Советского Союза.
- 8 марта — Василий Соколов (71) — советский писатель.
- 9 марта — Абрахам Галкин (86) — американский семитолог.
- 9 марта — Георгий Костаки (76) — крупнейший коллекционер русского авангарда.
- 10 марта — Антон Корчинский (79) — Герой Социалистического Труда.
- 10 марта — Юрий Перлин (77) — советский молдавский физик-теоретик, доктор физико-математических наук.
- 12 марта — Иван Инютин (74) — командир дивизиона 135 Армейской пушечной артиллерийской Днепропетровско-Жмеринской ордена Ленина Краснознаменной орденов Суворова Кутузова бригады 38 Армии 4-го Украинского фронта, подполковник.
- 12 марта — Филипп Супо (92) — французский поэт и прозаик, один из основателей дадаизма (вместе с Андре Бретоном и Луи Арагоном).
- 12 марта — Виктор Юдин (67) — Герой Советского Союза.
- 13 марта — Бруно Беттельгейм (86) — американский психолог и психиатр австрийско-еврейского происхождения.
- 14 марта — Николай Алексашкин (68) — Герой Советского Союза.
- 14 марта — Ирина Велембовская (68) — русская писательница, прозаик.
- 14 марта — Ефим Левинсон (62) — советский артист эстрады, кукловод.
- 14 марта — Александр Ренков (72) — советский кинооператор.
- 15 марта — Василий Бояршинов (75) — Герой Советского Союза.
- 15 марта — Эдит Грён (73) — никарагуанский скульптор.
- 15 марта — Николай Махиня (77) — советский футболист и тренер.
- 15 марта — Анфилорий Шилков (73) — Герой Советского Союза.
- 16 марта — Викторин (Беляев) (86) — епископ Русской православной церкви, архиепископ Виленский и Литовский.
- 17 марта — Алексей Гангаев (72) — капитан Советской Армии, участник Польского похода РККА, советско-финской и Великой Отечественной войн, Герой Советского Союза.
- 17 марта — Капучине (наст. имя Жермен Лефевр) (62) — французская актриса и модель (фильмы «Неисправимый», «Блеф» и др.).
- 20 марта — Лев Яшин (60) — советский футболист, вратарь, олимпийский чемпион 1956 года и чемпион Европы 1960 года.
- 21 марта — Пётр Барашков (79) — советский якутский педагог и учёный.
- 22 марта — Михаил Григоренко (83) — Герой Советского Союза.
- 22 марта — Павел Ялугин (79) — Герой Советского Союза.
- 23 марта — Ида Карская (84) — французский живописец, график, книжный иллюстратор.
- 23 марта — Файздрахман Сабиров (70) — Герой Советского Союза.
- 24 марта — Алис Саприч (73) — французская актриса.
- 24 марта — Антти Тимонен (74) — советский карельский прозаик и драматург, писавший на финском языке.
- 27 марта — Бьюфёрд, Мэрилин (65) — американская модель и киноактриса.
- 28 марта — Семен Ланда (63) — советский историк-декабристовед, литературовед.
- 28 марта — Юрий Максюта (72) — контр-адмирал.
- 28 марта — Владимир Толмачёв (74) — советский украинский химик, доктор химических наук, профессор.
- 28 марта — Хелен Уитни (75) — американская актриса.

## Апрель
- 1 апреля — Вячеслав Балашов (72) — Герой Советского Союза.
- 1 апреля — Леонид Майборода (64) — Полный кавалер ордена Славы.
- 2 апреля — Пётр Галин (67) — Герой Советского Союза.
- 2 апреля — Владимир Захаров (74) — Полный кавалер Ордена Славы.
- 4 апреля — Эрнст Генри (Ростовский Семён Николаевич, Массерман Семён Николаевич, Хентов Лейба Абрамович) (86) — советский разведчик, писатель, журналист.
- 4 апреля —  Бернхард Ренш[англ.] (90) — немецкий эволюционный биолог и орнитолог.
- 4 апреля — Марк Фрадкин (75) — советский композитор, автор многих популярных в середине XX столетия песен и музыки к кинофильмам.
- 4 апреля — Олев Эскола (75) — эстонский актёр.
- 5 апреля — Лев Сквирский (86) — советский военачальник, участник Великой Отечественной войны.
- 5 апреля — Роналд Эллвин Эванс (56) — астронавт США.
- 5 апреля — Алексей Яковлев (67) — Герой Советского Союза.
- 6 апреля — Евгений Савицкий (79) — Герой Советского Союза.
- 7 апреля — Илья Галкин (91) — советский учёный и общественный деятель, ректор МГУ в 1943—1947.
- 7 апреля — Пётр Коломин (79) — Герой Советского Союза.
- 8 апреля — Пётр Борискин (68) — Герой Советского Союза.
- 8 апреля — Херман Джессор (95) — американский архитектор.
- 9 апреля — Маргарита Рудомино (89) — советский библиотекарь и библиотековед, основатель и директор (1922—1973) Библиотеки иностранной литературы.
- 10 апреля — Маргарет Адлер (94) — австрийская пловчиха и прыгунья в воду.
- 10 апреля — Владимир Блинов (86) — Герой Советского Союза.
- 10 апреля — Михаил Созинов (79) — советский футболист, футбольный и хоккейный тренер.
- 11 апреля — Всеволод Азаров — советский поэт, публицист.
- 11 апреля — Павел Анищенков (70) — Герой Советского Союза.
- 11 апреля — Борис Вепринцев (62) — советский учёный, биофизик.
- 11 апреля — Иван Худяков (76) — Герой Советского Союза.
- 12 апреля — Вахит Абдуллин (75) — советский экономист, доктор экономических наук.
- 12 апреля — Евгений Николаев (66) — Герой Советского Союза.
- 13 апреля — Дмитрий Коркоценко (67) — Герой Советского Союза.
- 14 апреля — Сабикас (78) — испанский гитарист.
- 15 апреля — Ульрих Бехер (80) — немецко-австрийский писатель.
- 15 апреля — Николай Вербин (69) — Герой Советского Союза.
- 15 апреля — Грета Гарбо (84) — шведская и американская актриса, одна из величайших звёзд прошлых лет.
- 16 апреля — Алексей Калганов (69) — Герой Советского Союза.
- 16 апреля — Олег Сталинский — советский артист балета, педагог.
- 19 апреля — Мария Викс (80) — советская артистка оперетты, народная артистка РСФСР.
- 19 апреля — Сергей Филиппов (77) — советский комедийный актёр.
- 20 апреля — Николай Чухреев (65) — Герой Советского Союза.
- 21 апреля — Александр Вяткин (68) — Герой Советского Союза.
- 21 апреля — Владимир Шарапа (76) — Герой Советского Союза.
- 21 апреля — Роман Тыртов (97) —  художник, график, сценограф.
- 22 апреля — Павел Дегтярёв (76) — советский литературный критик, литературовед, переводчик.
- 22 апреля — Георгий Тюлин (75) — советский учёный в области ракетно-космической техники.
- 23 апреля — Владимир Кириллов (66) — Герой Советского Союза.
- 23 апреля — Матвей Штрякин (74) — Герой Советского Союза.
- 24 апреля — Владимир Сапрыкин (73) — советский офицер, капитан, Герой Советского Союза.
- 26 апреля — Николай Жуканов (68) — Герой Советского Союза.
- 26 апреля — Роман Мачульский (86) — полковник Рабоче-крестьянской Красной Армии, партизан Великой Отечественной войны, Герой Советского Союза.
- 26 апреля — Иван Федотов (70) — Герой Советского Союза.
- 27 апреля — Игнатий Безуглый (84) — советский военный деятель, Генерал-майор.
- 27 апреля — Мечислав Метковский (86) — польский коммунист.
- 28 апреля — Павел Гиренко (79) — строитель, Герой Социалистического Труда.
- 29 апреля — Василий Хантаев (65) — Герой Советского Союза.

## Май
- 1 мая — Василий Берестовой (68) — старший лейтенант Советской Армии, участник Великой Отечественной войны, Герой Советского Союза.
- 1 мая — Лотар Гейтлер (90) — австрийский ботаник и цитолог, педагог, профессор, доктор наук.
- 1 мая — Андрей Кочетков (81) — Герой Советского Союза.
- 1 мая — Оксана Супрун (65) — украинский скульптор.
- 2 мая — Гавриил Лепёхин (73) — Герой Советского Союза.
- 3 мая — Пимен (79) — 14-й Патриарх Московский и всея Руси (с 1971).
- 4 мая — Иван Глотов (65) — Полный кавалер Ордена Славы.
- 4 мая — Луиджи Оссойнак (итал. Luigi Ossoinach) (91), итальянский футболист.
- 4 мая — Эмили Ремлер (32) — американская джазовая гитаристка.
- 6 мая — Эммануил Геллер (91) — советский актёр, заслуженный артист РСФСР.
- 6 мая — Василий Горин (69) — Герой Советского Союза.
- 6 мая — Арша Ованесова (83) — советский режиссёр документального кино.
- 6 мая — Ишхан Сарибекян (77) — Герой Советского Союза.
- 6 мая — Николай Танский (69) — Герой Советского Союза.
- 7 мая — Василий Климов (71) — советский учёный-медик, хирург.
- 7 мая — Марк Ланской (81) — советский писатель.
- 8 мая — Иван Глухих (73) — Герой Советского Союза.
- 8 мая — Иван Кузнецов (68) — Герой Советского Союза.
- 8 мая — Шахлар Аваз оглы Шукюров (32) — советский азербайджанский майор милиции, Национальный герой Азербайджана.
- 10 мая — Анна Белякова (65) — советский юрист.
- 11 мая — Венедикт Ерофеев (51) — русский писатель.
- 11 мая — Константин Малыгин (84) — Герой Советского Союза.
- 11 мая — Андрей Михалёв (65) — Герой Социалистического Труда.
- 12 мая — Андрей Кириленко (83) — советский партийный деятель.
- 15 мая — Пётр Кискин (66) — советский учёный в области защиты растений и ампелографии, доктор биологических наук.
- 15 мая — Порфирий Крылов (87) — русский советский художник—карикатурист, входил в творческий коллектив художников, названный Кукрыниксы.
- 16 мая — Рейно Арен (62) — эстонский советский актёр, народный артист Эстонской ССР.
- 16 мая — Григорий Ващенко (70) — украинский советский государственный деятель.
- 16 мая — Алия Сиротанович (75) — югославский шахтёр, ударник труда и зачинатель стахановского движения в СФРЮ, Герой социалистического труда.
- 18 мая — Джилл Айрленд (54) — англо-американская актриса, жена Чарльза Бронсона.
- 18 мая — Ахмад Бабакулов (59) — таджикский советский оперный певец (драматический тенор), педагог. Народный артист СССР.
- 18 мая — Илья Маликов (68) — Герой Советского Союза.
- 18 мая — Олег Соколов (70) — художник, поэт, живописец и график.
- 21 мая — Давид Баринов (84) — Герой Советского Союза.
- 23 мая — Игорь Блауберг (60) — советский философ и методолог науки.
- 23 мая — Юлиан Вайводс (94) — латвийский кардинал.
- 25 мая — Галлям Мурзаханов (65) — Герой Советского Союза.
- 25 мая — Григорий Подгаев — советский партийный и государственный деятель.
- 27 мая — Инна Гулая (50) — советская актриса театра и кино, Заслуженная артистка РСФСР (1976).
- 27 мая — Владимир Мшвениерадзе (64) — советский философ.
- 28 мая — Иосиф Гитлер-Барский (92) — общественный деятель еврейской общины Польши.
- 28 мая — Николай Лещенко (67) — Герой Советского Союза.
- 29 мая — Александр Нолле (68) — русский советский писатель. Член Союза писателей СССР, заслуженный работник культуры РСФСР.
- 30 мая — Михаил Константинов (89) — Герой Советского Союза.
- 30 мая — Владимир Рощенко (68) — Герой Советского Союза.
- 31 мая — Владимир Михалёв (75) — Герой Советского Союза.

## Июнь
- 1 июня — Константин Кудряшов (76) — участник Великой Отечественной войны, Герой Советского Союза.
- 2 июня — Иван Полунин (77) — участник Великой Отечественной войны, Герой Советского Союза.
- 3 июня — Филипп Наседкин (80) — русский советский писатель.
- 3 июня — Курт Фабри — советский этолог, основоположник отечественной зоопсихологии.
- 4 июня — Яков Базелян (64) — российский кинорежиссёр.
- 4 июня — Юлиан Бромлей (69) — российский историк и этнограф, академик АН СССР.
- 4 июня — Алексей Лосев — участник Великой Отечественной войны, Герой Советского Союза.
- 5 июня — Марк Гуз (70) — старший сержант Рабоче-крестьянской Красной Армии, участник Великой Отечественной войны, Герой Советского Союза.
- 5 июня — Василий Кузнецов (89) — советский политический и государственный деятель.
- 5 июня — Валерий Федосов (48) — российский советский кинооператор.
- 5 июня — Семен Харламов (69) — военный лётчик, Герой Советского Союза.
- 6 июня — Сабир Камалов (80) — советский и узбекский государственный и партийный деятель, первый секретарь ЦК КП Узбекистана (1957—1959).
- 6 июня — Арам Сатунц (Сатян) (77) — армянский советский композитор, дирижёр, музыкальный редактор, народный артист Армянской ССР (1985).
- 6 июня — Виталий Широков (65) — советский партийный деятель, председатель Костромского горисполкома в 1969—1974 годах, лауреат Премии Совета Министров СССР.
- 7 июня — Казуза (32) — бразильский поэт, певец и музыкант.
- 8 июня — Дмитрий Угринович (67) — российский и советский религиовед.
- 9 июня — Василий Галицкий (78) — украинский и советский ученый-географ, геоморфолог, педагог, профессор.
- 9 июня — Анатолий Киреев (66) — советский разведчик и деятель спецслужб.
- 9 июня — Василий Панов (66) — Герой Советского Союза.
- 10 июня — Пётр Жигулин (75) — полный кавалер Ордена Славы.
- 10 июня — Владимир Кутейников (76) — советский инженер, лауреат Государственной премии СССР (1984).
- 11 июня — Дмитрий Бальтерманц (78) — советский фотокорреспондент, в годы Великой Отечественной войны военкор газет «Известия» и «На разгром врага».
- 11 июня — Газис Мурзагалимов (66) — Герой Советского Союза.
- 11 июня — Владимир Тихонов (40) — советский актёр театра и кино, сын артистов Нонны Мордюковой и Вячеслава Тихонова.
- 12 июня — Николай Граббе (69) — советский киноактёр.
- 13 июня — Ираклий Андроников (81) — русский советский писатель, литературовед, рассказчик.
- 13 июня — Александр Загрецкий (78) — советский футболист, тренер.
- 14 июня — Семён Сидоренко (76) — Герой Советского Союза.
- 14 июня — Александр Цолан (66) — Полный кавалер Ордена Славы.
- 15 июня — Нобуо Араи (80—81) — японский пловец.
- 15 июня — Леонид Быков (76) — Герой Советского Союза.
- 15 июня — Николай Пустынцев (78) — Герой Советского Союза.
- 15 июня — Алексей Сергов (76) — Герой Советского Союза.
- 16 июня — Василий Цыганков (70) — Герой Советского Союза
- 17 июня — Александр Лейманис (76) — советский и латвийский кинорежиссёр.
- 19 июня — Спартак Куликов (63) — русский поэт.
- 20 июня — Виталий Гриднев (81) — советский учёный, специалист в области физического металловедения.
- 21 июня — Борис Ивлев (44) — математик, преподаватель, автор учебной и методической литературы по математике.
- 22 июня — Полина Ленцман — крымская крестьянка эстонского происхождения, спасавшая евреев в годы Холокоста в Крыму.
- 22 июня — Илья Франк (81) — советский физик, лауреат Нобелевской премии (1958) за открытие и интерпретацию «эффекта Черенкова».
- 22 июня — Юрий Ходотов (76) — советский футболист (вратарь), тренер и функционер. Заслуженный тренер РСФСР.
- 23 июня — Вараздат Аветисян (71) — Полный кавалер ордена Славы.
- 24 июня — Михаил Тимошенко (77) — Герой Советского Союза.
- 25 июня — Вениамин Завертяев (74) — Герой Советского Союза.
- 23 июня — Галина Демыкина (65) — русская писательница и поэтесса.
- 27 июня — Игорь Ганькевич (28) — одесский рок-музыкант, лидер группы «Бастион», автор и исполнитель многих песен.

## Июль
- 2 июля — Альфред Босковски (77) — австрийский кларнетист.
- 2 июля — Анатолий Яновский (70) — советский писатель-прозаик, драматург, журналист.
- 3 июля — Анатолий Грищенко (52) — советский лётчик-испытатель, ликвидатор последствий  аварии на Чернобыльской АЭС, Герой Российской Федерации (1995, посмертно).
- 3 июля — Иван Петров (65) — заслуженный художник Украинской ССР.
- 3 июля — Осман Сарывелли (85) — народный поэт Азербайджана.
- 4 июля — Николай Клименко (76) — Герой Социалистического Труда.
- 4 июля — Павел Уткин (69) — советский живописец и педагог, член Ленинградского Союза художников.
- 5 июля — Эдит Бюльбринг (86) — британский физиолог и фармаколог, член Лондонского королевского общества.
- 6 июля — Василий Орехов (94) — русский зарубежный военный и общественный деятель, издатель журнала «Часовой».
- 6 июля — Василий Суворов (69) — Герой Советского Союза.
- 9 июля — Герта Файст (94) — немецкая танцовщица и хореограф.
- 10 июля — Джакомо Поцци-Беллини (82) — итальянский фотограф и режиссёр.
- 10 июля — Сергей Руденко (85) — советский военачальник, Маршал авиации, Герой Советского Союза.
- 11 июля — Михаил Анчаров (67) — драматург, сценарист и художник.
- 11 июля — Рудольф Итс (61) — советский этнограф.
- 11 июля — Андрей Петров (70) — советский актёр театра и кино, заслуженный артист РСФСР (1954), народный артист РСФСР (1970).
- 13 июля — Лоис Моран (81) — американская актриса.
- 14 июля — Пётр Катухин (72) — Герой Советского Союза.
- 15 июля — Энн Роос (81) — эстонский скульптор.
- 16 июля — Ибрагим Паша оглы Дадашев (64) — азербайджанский и советский борец вольного стиля.
- 16 июля — Михаил Матусовский (74) — русский поэт-песенник, лауреат Государственной премии СССР (1977).
- 16 июля — Валентин Пикуль (62) — советский писатель, автор многочисленных художественных произведений на историческую и военно-морскую тематику.
- 17 июля — Лидия Гинзбург (88) — российский литературовед и писательница.
- 17 июля — Акан Койчуманов (54) — казахский советский партийный деятель.
- 18 июля — Дмитрий Лупов (72) — Герой Советского Союза.
- 19 июля — Георгий Бурков (57) — советский актёр театра и кино.
- 19 июля — Гусман Косанов (55) — заслуженный мастер спорта СССР.
- 20 июля — Иосиф Палиев (74) — сельскохозяйственный деятель, Герой Социалистического Труда.
- 21 июля — Сергей Параджанов (66) — советский кинорежиссёр и сценарист, Народный артист Украинской ССР (1990), Народный артист Армянской ССР (1990).
- 21 июля — Любовь Забашта — украинская поэтесса, драматург, прозаик, член Союза писателей СССР, жена А. С. Малышко.
- 22 июля — Ефим Новосёлов (84) — советский государственный и партийный деятель.
- 22 июля — Мануэль Пуиг (57) — аргентинский писатель.
- 22 июля — Эдуард Стрельцов (53) — советский футболист, Олимпийский чемпион Мельбурна (1956).
- 22 июля — Пётр Тюрнев (78) — Герой Советского Союза.
- 23 июля — Пьер Гандон (91) — французский художник-иллюстратор.
- 23 июля — Емельян Просяник (90) — участник Великой Отечественной войны. Герой Советского Союза.
- 24 июля — Самуил Рогачевский (90) — советский военачальник, генерал-лейтенант.
- 26 июля — Николай Бусаргин (70) — участник Великой Отечественной войны. Герой Советского Союза.
- 26 июля — Леонид Меликадзе (77) — советский грузинский химик-органик, доктор химических наук, профессор, академик АН Грузинской ССР.
- 27 июля — Александр Иванько (72) — Герой Советского Союза.
- 29 июля — Бруно Крайский (79) — австрийский государственный деятель, федеральный канцлер Австрии в 1970—1983.
- 29 июля — Дмитрий Фролов (77) — Герой Социалистического Труда.
- 30 июля — Григорий Шпильков (67) — участник Великой Отечественной войны. Герой Советского Союза.
- 31 июля — Александр Вакульский (67) — майор Советской Армии, участник Великой Отечественной войны, Герой Советского Союза.
- 31 июля — Алексей Полак (79) — советский учёный, изобретатель, доктор технических наук.

## Август
- 1 августа — Анатолий Бахута (51) — украинский поэт.
- 1 августа — Эдуард Кандель (66) — советский врач-нейрохирург.
- 1 августа — Сильвестр Прат (94) — чехословацкий ботаник и редактор.
- 5 августа — Николай Жаворонков (82) — советский химик, специалист в области неорганической химии и химической технологии.
- 5 августа — Лев Эйг (69) — советский физик, специалист в области разработки электровакуумных приборов, лауреат Ленинской премии (1962).
- 6 августа — Михаил Сотниченко — участник Великой Отечественной войны, Герой Советского Союза.
- 6 августа — Баки Урманче (93) — народный художник РСФСР.
- 8 августа — Борис Колпаков (73) — советский театральный актёр, народный артист РСФСР.
- 9 августа — Трофим Соловьёв (74) — участник Великой Отечественной войны, Герой Советского Союза.
- 10 августа — Виктор Зарецкий (65) — советский художник.
- 10 августа — Гельмут Липферт (74) — немецкий лётчик-ас Второй мировой войны.
- 11 августа — Георгий Малидовский (74) — участник Великой Отечественной войны, Герой Советского Союза.
- 11 августа — Алексей Свертилов (76) — участник Великой Отечественной войны, Герой Советского Союза.
- 12 августа — Корней Дитюк (68) — полковник Советской Армии, участник Великой Отечественной войны, Герой Советского Союза.
- 12 августа — Пётр Тимченко (87) — участник Великой Отечественной войны, Герой Советского Союза.
- 14 августа — Михаил Васильев (66) — советский актёр театра и кино.
- 15 августа — Тийт Куузик (78) — эстонский советский певец (баритон), педагог.
- 15 августа — Иван Лакеев (82) — участник Великой Отечественной войны, Герой Советского Союза.
- 15 августа — Виктор Цой (28) — лидер и вокалист культовой советской рок-группы «Кино».
- 15 августа — Борис Шрагин — российский философ, публицист, правозащитник.
- 16 августа — Эрнест Погосянц — советский шахматный композитор, гроссмейстер.
- 16 августа — Степан Фенько (69) — участник Великой Отечественной войны, Герой Советского Союза.
- 16 августа — Язеп Семежон (75) — белорусский советский поэт и переводчик, литературовед, педагог.
- 18 августа — Василий Ефремов (75) — гвардии капитан, дважды Герой Советского Союза.
- 18 августа — Леонид Ильичёв (84) — советский политический деятель, секретарь ЦК КПСС (1961—1964), лауреат Ленинской премии.
- 18 августа — Иосиф Макаров (91) — генерал-майор Советской Армии, участник Гражданской и Великой Отечественной войн.
- 18 августа — Лука Тарасов (77) — Герой Советского Союза.
- 19 августа — Александр Косс (82) — советский лётчик-истребитель.
- 19 августа — Сергей Юшин (69) — Герой Советского Союза.
- 20 августа — Василий Коряков (84) — Герой Советского Союза.
- 21 августа — Иван Поляков (70) — Герой Советского Союза.
- 22 августа — Эрнст Людвиг Клейн — австрийский, позже британский шахматист, мастер.
- 22 августа — Борис Щербина (70) — советский государственный и партийный деятель, один из создателей нефтегазового комплекса в Западной Сибири.
- 23 августа — Михаил Кильчичаков (70) — хакасский поэт и драматург.
- 23 августа — Олег Локуциевский (67) — советский ученый в области математики.
- 24 августа — Василий Ильюшенко (76) — советский военный деятель.
- 24 августа — Сергей Довлатов (48) — российский писатель-диссидент.
- 24 августа — Алексей Уватов (79) — Герой Советского Союза.
- 25 августа — Пётр Карелин (67) — Герой Советского Союза.
- 25 августа — Клеантис Палеолог (87) — греческий писатель, тренер и спортивный функционер.
- 26 августа — Рудольф Марич (63) — югославский шахматист.
- 28 августа — Николай Артемьев (69) — участник Великой Отечественной войны, Герой Советского Союза.
- 28 августа — Кирилл Фотиев (61) — русский зарубежный церковный и общественный деятель.
- 30 августа — Людмила Геоли (82) — советская певица.
- 30 августа — Соломон Михлин (82) — советский математик, профессор Ленинградского университета, специалист по математической физике, теории упругости и вычислительным методам.
- 31 августа — Сергей Волков (41) — советский фигурист и тренер по фигурному катанию. Заслуженный мастер спорта СССР.
- 31 августа — Иван Хрущёв (75) — Герой Советского Союза.

## Сентябрь
- 1 сентября — Афанасий Белобородов (87) — советский военачальник, дважды Герой Советского Союза, командующий 43-й армией, освободившей Витебск от немецких оккупантов и участвовавшей в штурме Кёнигсберга, генерал армии.
- 1 сентября — Георгий Томиловский (77) — советский офицер, Гвардии полковник в отставке, Герой Советского Союза.
- 2 сентября — Филипп Логвин (67) — полковник Советской Армии, участник Великой Отечественной войны, Герой Советского Союза.
- 3 сентября — Михаил Дубенецкий (63) — белорусский публицист, переводчик, издатель.
- 3 сентября — Наталья Кисса (81) — капитан теплохода «Пионер» Азово-Черноморского пароходства, первая женщина-капитан на Азовском море.
- 3 сентября — Евгений Мартынов (42) — советский эстрадный певец и композитор.
- 3 сентября — Мечислав Фогг (89) — польский эстрадный певец, «долгожитель польской эстрады».
- 5 сентября — Анастасия Георгиевская (75) — советская актриса, народная артистка СССР.
- 6 сентября — Шолак Артыгалиев (79) — советский государственный и партийный деятель, 1-й секретарь Джамбульского областного комитета КП(б) — КП Казахстана.
- 6 сентября — Север Гансовский (71) — один из ведущих советских писателей-фантастов, драматург, художник.
- 6 сентября — Лен Хаттон (74) — английский крикетист.
- 7 сентября — Иван Журило (66) — старший лейтенант Советской Армии, участник Великой Отечественной войны, Герой Советского Союза.
- 8 сентября — Леонид (Поляков) (77) — епископ Русской Православной Церкви; митрополит Рижский и Латвийский.
- 8 сентября — Борис Тенин (85) — советский актёр театра и кино, Народный артист СССР (1981).
- 9 сентября — Александр Мень (55) — протоиерей Русской православной церкви, богослов, проповедник.
- 9 сентября — Римантас Станкявичюс (46) — заслуженный лётчик-испытатель СССР.
- 9 сентября — Анатолий Софронов (79) — русский советский писатель, поэт, публицист, сценарист и драматург.
- 9 сентября — Григорий Сутулов (71) — участник Великой Отечественной войны, Герой Советского Союза.
- 9 сентября — Захар Файнбург (68) — советский социолог и философ.
- 10 сентября — Иван Зноба (84) — украинский художник, скульптор.
- 12 сентября — Андрей Володин (70) — Полный кавалер Ордена Славы.
- 12 сентября — Павел Титов (82) — советский партийный и государственный деятель.
- 14 сентября — Вениамин Берёза (79) — советский государственный и партийный деятель, министр цветной металлургии Казахской ССР (1965—1973).
- 14 сентября — Георгий Главацкий (83) — полковник Советской Армии, участник Великой Отечественной войны, Герой Советского Союза.
- 14 сентября — Леонид Иванов (69) — советский футболист, вратарь, заслуженный мастер спорта.
- 15 сентября — Антанас Барчас (62) — советский литовский актёр театра и кино.
- 15 сентября — Виталий Логвиненко (62) — украинский советский писатель, сценарист.
- 15 сентября — Валентин Филатьев (60) — советский лётчик-истребитель, член первого отряда космонавтов СССР.
- 15 сентября — Фёдор Шатров (75) — участник Великой Отечественной войны, Герой Советского Союза.
- 16 сентября — Пётр Воронов (71) — военнослужащий Советской Армии, полный кавалер Ордена Славы.
- 16 сентября — Семен Куркоткин (73) — советский военный деятель, Маршал Советского Союза, Герой Советского Союза.
- 17 сентября — Варлаам (Ильющенко) — епископ Русской православной церкви, архиепископ Днепропетровский и Запорожский.
- 17 сентября — Василий Губа (75) — Герой Советского Союза.
- 18 сентября — Иван Габер (86) — участник Гражданской и Великой Отечественной войны, генерал-майор инженерных войск СССР, генерал бригады Народного Войска Польского.
- 19 сентября — Константин Лаптев (85) — украинский советский оперный певец.
- 20 сентября — Зигфрид Беренд (56) — немецкий гитарист и композитор.
- 21 сентября — Александр Константинопольский (80) — советский шахматист, международный гроссмейстер.
- 21 сентября — Борис Хлуд (73) — Герой Советского Союза.
- 24 сентября — Иван Корнев (83) — Герой Советского Союза
- 24 сентября — Сергей Румянцев (77) — заместитель министра Высшего и среднего специального образования СССР, один из организаторов и первый ректор (1960—1970) РУДН.
- 25 сентября — Яков Мараш (72) — белорусский советский историк, краевед, педагог.
- 25 сентября — Игорь Миклашевский (72) — участник ВОВ, сотрудник НКВД, тренер, спортивный судья.
- 26 сентября — Василий Барсуков (68) — Герой Советского Союза.
- 26 сентября — Альберто Моравиа (82) — итальянский писатель, новеллист и журналист.
- 27 сентября — Матвей Блантер (87) — советский композитор.
- 29 сентября — Владимир (Маланчук) (86) — экзарх Франции Украинской грекокатолической церкви.
- 29 сентября — Василий Рыбалко (71) — Полный кавалер ордена Славы.
- 30 сентября — Алтын Ружева (62) — казахская советская актриса, народный артист Казахской ССР.
- 30 сентября — Патрик Уайт (78) — австралийский писатель.

## Октябрь
- 2 октября — Халижан Бекхожин (76) — поэт, драматург, переводчик.
- 3 октября — Андрей Грабар (94) — историк средневекового и византийского искусства.
- 3 октября — Василий Тарловский (88) — Герой Советского Союза.
- 3 октября — Борис Фарунцев (75) — Герой Советского Союза.
- 4 октября — Сергей Голованов (80) — советский актёр, заслуженный артист РСФСР.
- 4 октября — Алексей Князев (69) — Герой Советского Союза.
- 5 октября — Анатолий Лопухов (64) — подпольщик и участник Великой Отечественной войны, участник антифашистской организации «Молодая Гвардия».
- 5 октября — Шаге Татурян (88) — армянский и французский журналист.
- 7 октября — Иван Волошин (67) — советский военачальник, генерал армии.
- 7 октября — Василий Вырин (77) — советский работник железнодорожного транспорта, машинист[1], Герой Социалистического Труда.
- 7 октября — Григорий Луняков (35) — советский, казахстанский альпинист. Заслуженный мастер спорта СССР.
- 7 октября — Сергей Лапин (78) — советский партийный и государственный деятель, председатель Госкомитета по радио и телевещанию при Совете министров СССР (с 1978 — Гостелерадио СССР) с апреля 1970 по декабрь 1985, одна из центральных фигур эпохи застоя.
- 8 октября — Фёдор Буслов (69) — Герой Советского Союза.
- 8 октября — Василий Кириленко (65) — участник Великой Отечественной войны, полный кавалер ордена Славы.
- 9 октября — Борис Пайчадзе (75) — советский грузинский футболист, нападающий.
- 14 октября — Леонард Бернстайн (72) — американский композитор, пианист и дирижёр.
- 14 октября — Ирина Одоевцева (95) — русский поэт и прозаик.
- 15 октября — Виктор Круминь (67) — советский латвийский партийный и государственный деятель.
- 15 октября — Борис Пиотровский (82) — ученый-археолог, египтолог, в течение многих лет возглавлял Государственный Эрмитаж.
- 15 октября — Дельфин Сейриг (58) — французская актриса, снималась у Франсуа Трюффо («Украденные поцелуи»), Луиса Бунюэля («Скромное обаяние буржуазии») и других.
- 16 октября — Арт Блейки (71) — американский джазовый барабанщик, один из создателей современного джаза.
- 16 октября — Алий Делов (75) — железнодорожник, Герой Социалистического Труда.
- 17 октября — Сергей Алимов (69) — советский футбольный арбитр.
- 17 октября — Владимир Фоменко (79) — русский советский писатель и журналист.
- 18 октября — Пётр Федосеев (82) — советский философ и общественный деятель, главный философ-идеолог КПСС.
- 19 октября — Хаим Гвати (89) — израильский общественный деятель. Один из основателей кибуца Гват. Депутат Кнессета. Лауреат Государственной премии Израиля.
- 19 октября — Анатолий Селезнёв (67) — Герой Советского Союза.
- 20 октября — Альма Теодора Ли (78) — австралийский ботаник. Известна своим вкладом в систематику бобовых.
- 22 октября — Евгения Долинюк (76) — дважды Герой Социалистического Труда.
- 22 октября — Николай Рыбников (59) — советский актёр, Народный артист РСФСР (1981).
- 22 октября — Яаков Гиль — израильский раввин и политик, депутат кнессета 1-го созыва от Партии общих сионистов.
- 22 октября — Луи Альтюссер (72) — французский философ-неомарксист, профессор Высшей нормальной школы.
- 22 октября — Флавиан Рысевец (67) — Герой Советского Союза.
- 23 октября — Тамара Чебан (76) — молдавская советская певица.
- 24 октября — Александр Каллистратов (84) — советский хозяйственный деятель.
- 24 октября — Сагит Кубанов (32) — сотрудник УВД Оренбургской области, старший лейтенант милиции; убит.
- 24 октября — Борис Малуев (61) — русский советский живописец.
- 24 октября — Николай Сикорский (70) — Герой Советского Союза.
- 24 октября — Николай Эльяш (73) — российский историк театра, балетовед, театральный критик, педагог, кандидат искусствоведения.
- 27 октября — Уго Тоньяцци (68) — актёр итальянского театра и кино, кинорежиссёр.
- 28 октября — Мария Виноградова (80) — одна из зачинательниц виноградовского движения (стахановского движения многостаночниц в текстильной промышленности).
- 28 октября — Колау Надирадзе (95) — последний из представителей грузинских поэтов-символистов.
- 28 октября — Александра Чудина (66) — советская волейболистка.
- 29 октября — Алексей Алелюхин (70) — лётчик-истребитель, дважды Герой Советского Союза. Один из ведущих асов 8-й воздушной армии.
- 29 октября — Иван Лоскутников (70) — Герой Советского Союза.
- 29 октября — Сергей Плотников (81) — советский актёр театра и кино. Народный артист СССР (1979).
- 30 октября — Михаил Кицаев (78) — Полный кавалер Ордена Славы.
- 31 октября — Феодосий Иотка (77) — заместитель по политической части командира 178-го гвардейского стрелкового полка 60-й гвардейской стрелковой дивизии 12-й армии 3-го Украинского фронта, гвардии майор.

## Ноябрь
- 1 ноября — Максим Дмитриев (77) — Герой Советского Союза.
- 1 ноября — Михаил Смильский (70) — Герой Советского Союза.
- 2 ноября — Джаманкул Дженчураев (83) — киргизский советский писатель.
- 3 ноября — Владимир Жигалин (83) — советский политический деятель, министр тяжёлого и транспортного машиностроения СССР (1975—1983).
- 3 ноября — Александр Собакин (78) — советский и узбекский геолог.
- 3 ноября — Ефим Фрадков (68) — Герой Советского Союза.
- 4 ноября — Юрий Астафьев (41) — советский актёр театра и кино.
- 4 ноября — Курт Зонс (82) — немецкий художник, график и скульптор.
- 4 ноября — Иван Спасский (86) — советский учёный-историк, ведущий специалист по русской нумизматике.
- 5 ноября — Меир Кахане (58) — американский и израильский общественный, политический и религиозный деятель, депутат Кнессета 11-го созыва[1], публицист, еврейский националист.
- 7 ноября — Али-Саттар Алескер оглы Атакишиев (83) — азербайджанский советский кинооператор, режиссёр, Заслуженный деятель искусств Азербайджанской ССР.
- 7 ноября — Лоренс Даррелл (78) — английский писатель и поэт, старший брат писателя-анималиста Джеральда Даррелла.
- 7 ноября — Степан Привиденцев (74) — русский советский живописец, член Ленинградского Союза художников.
- 8 ноября — Алексей Дерябин (74) — Герой Советского Союза.
- 8 ноября — Иван Желтоплясов (65) — капитан Советской Армии, участник Великой Отечественной войны, Герой Советского Союза.
- 9 ноября — Пётр Мотрук — Герой Социалистического Труда.
- 10 ноября — Миндаугас Барисас (55) — литовский журналист.
- 10 ноября — Александр Евдокимов (83) — Герой Советского Союза.
- 10 ноября — Виктор Малов (53) — советский музыковед, режиссёр.
- 11 ноября — Николай Обухов (69) — Герой Советского Союза.
- 11 ноября — Маргарита Хейман (91) — немецкая художница, мастер прикладного искусства.
- 14 ноября — Леонид Трауберг (88) — советский кинорежиссёр и сценарист.
- 15 ноября — Цезарь Солодарь (81) — советский писатель, публицист и драматург.
- 16 ноября — Николай Почтарёв (66) — участник Великой Отечественной войны. Герой Советского Союза.
- 16 ноября — Дмитрий Скобельцын (97) — русский советский физик-экспериментатор, специалист в области космических излучений и физики высоких энергий.
- 16 ноября — Олег Тимаков (70) — советский футболист, полузащитник.
- 16 ноября — Чхве Ин Хён (62) — южнокорейский кинорежиссёр.
- 17 ноября — Александр Ковалёв (67) — Полный кавалер Ордена Славы.
- 19 ноября — Сергей Баканов (79) — участник Великой Отечественной войны, Герой Советского Союза.
- 19 ноября — Анатолий Дрыгин (76) — советский государственный и партийный деятель, 1-й секретарь Вологодского областного комитета КПСС (1961—1985), Герой Социалистического Труда.
- 19 ноября — Алексей Иванов (81) — участник Великой Отечественной войны. Герой Советского Союза.
- 21 ноября — Павел Боровков (78) — участник Великой Отечественной войны. Герой Советского Союза.
- 21 ноября — Юджин Розенберг (83) — британский и чехословацкий архитектор.
- 22 ноября — Борис Рунге (65) — советский актёр театра и кино.
- 23 ноября — Айдин Арутюнян (72) — участник Великой Отечественной войны, Герой Советского Союза, старший сержант.
- 23 ноября — Роальд Даль (74) — валлийский писатель, автор романов, сказок и новелл.
- 25 ноября — Мераб Мамардашвили (60) — советский грузинский философ, доктор философских наук (1968).
- 26 ноября — Самюэль Крамер (93) — востоковед, один из ведущих шумерологов мира.
- 26 ноября — Сергей Мандельштам (80) — советский физик, член-корреспондент АН СССР.
- 27 ноября — Николай Артёменков (67) — Полный кавалер ордена Славы.
- 27 ноября — Григорий Ересько (85) — советский деятель колхозного движения.
- 27 ноября — Владимир Семенихин (72) — советский учёный.
- 27 ноября — Борис Шмелёв (76) — Герой Советского Союза.
- 29 ноября — Александр Займовский (85) — советский учёный-металловед.
- 29 ноября — Василий Кисляков (74) — Герой Советского Союза.
- 29 ноября — Владимир Семенов (70) — Герой Советского Союза.
- 30 ноября — Фриц Айхенберг (89) — американский гравер немецкого происхождения.
- 30 ноября — Анатолий Грейнер (74) — советский боксёр.

## Декабрь
- 1 декабря — Зот Некрасов (82) — советский учёный-металлург, академик Академии наук Украинской ССР.
- 1 декабря — Валентин Суходолов (58) — советский военный лётчик, журналист и москвовед.
- 2 декабря — Петерис Лапайнис (103) — офицер русской, латышской, нацистской и советской армии.
- 3 декабря — Хейно Мандри (68) — Народный артист Эстонской ССР.
- 4 декабря — Николай Киркач (65) — советский партийный деятель, профессор, ректор Харьковского политехнического института имени Ленина (1978—1990).
- 6 декабря — Абдул Рахман (87) — первый премьер-министр независимой Малайской Федерации, c 1963 — Малайзии, принц (путра).
- 6 декабря — Григорий Голещихин (65) — Герой Советского Союза.
- 6 декабря — Павел Ключко (77) — советский политический деятель, председатель Исполнительного комитета Читинского промышленного областного Совета (1962—1964).
- 10 декабря — Яков Котов (69) — Герой Советского Союза
- 10 декабря — Арманд Хаммер (92) — американский предприниматель, с 1957 года председатель корпорации «Occidental Petroleum».
- 11 декабря — Аркадий Столыпин (87) — русский публицист, сын премьер-министра России Петра Столыпина.
- 13 декабря — Александр Ивашко (65) — Герой Советского Союза.
- 13 декабря — Виктор Мишенин (77) — Герой Советского Союза.
- 14 декабря — Фридрих Дюрренматт (69) — швейцарский прозаик, публицист, драматург и художник-экспрессионист.
- 14 декабря — Иосиф Шульман (78) — белорусский режиссёр документальных, научно-популярных и видовых фильмов. Заслуженный деятель искусств Белорусской ССР.
- 17 декабря — Василий Кузнецов (72) — советский учёный и педагог в области электрохимии.
- 19 декабря — Фёдор Волохов (78) — русский советский писатель, драматург, журналист.
- 19 декабря — Револьт Пименов (59) — советский математик, историк, диссидент, народный депутат РСФСР (1990).
- 20 декабря — Сергей Потапов (70) — Герой Советского Союза.
- 21 декабря — Иван Горошко (77) — старшина Рабоче-крестьянской Красной Армии, участник Великой Отечественной войны, полный кавалер ордена Славы, лишён всех званий и наград в связи с осуждением.
- 21 декабря — Кларенс Джонсон (80) — создатель самолётов SR-71, A-12, YF-12, M-12.
- 22 декабря — Янис Вилхелмс (87) — Герой Советского Союза.
- 22 декабря — Григорий Речкалов (72) — Дважды Герой Советского Союза, лётчик-истребитель, генерал-лейтенант.
- 23 декабря — Фёдор Золототрубов (72) — Герой Советского Союза.
- 23 декабря — Александр Сопровский (37) — русский поэт, эссеист.
- 24 декабря — Юрий Демич (42) — советский актёр театра и кино, Заслуженный артист РСФСР (1982).
- 24 декабря — Иван Лозо (70) — советский учёный-правовед.
- 25 декабря — Александр Лучинский (90) — советский военачальник, генерал армии, Герой Советского Союза.
- 26 декабря — Михаил Батаров (71) — Герой Советского Союза.
- 27 декабря — Александр Волков (80) — советский государственный и партийный деятель, председатель Совета Союза Верховного Совета СССР (1954—1956).
- 27 декабря — Василий Стукалов (64) — Герой Советского Союза.
- 28 декабря — Эд ван дер Элскен (65) — нидерландский фотограф.
- 29 декабря — Василий Иванцов (71) — Герой Советского Союза.
- 31 декабря — Василий Лазарев (62) — советский космонавт, Герой Советского Союза.
- 31 декабря — Иосиф Раппопорт (78) — ученый-генетик.
- 31 декабря — Георгий Холопов (76) — русский советский прозаик, главный редактор журнала «Звезда».